# Žlutá zakrslost ječmene

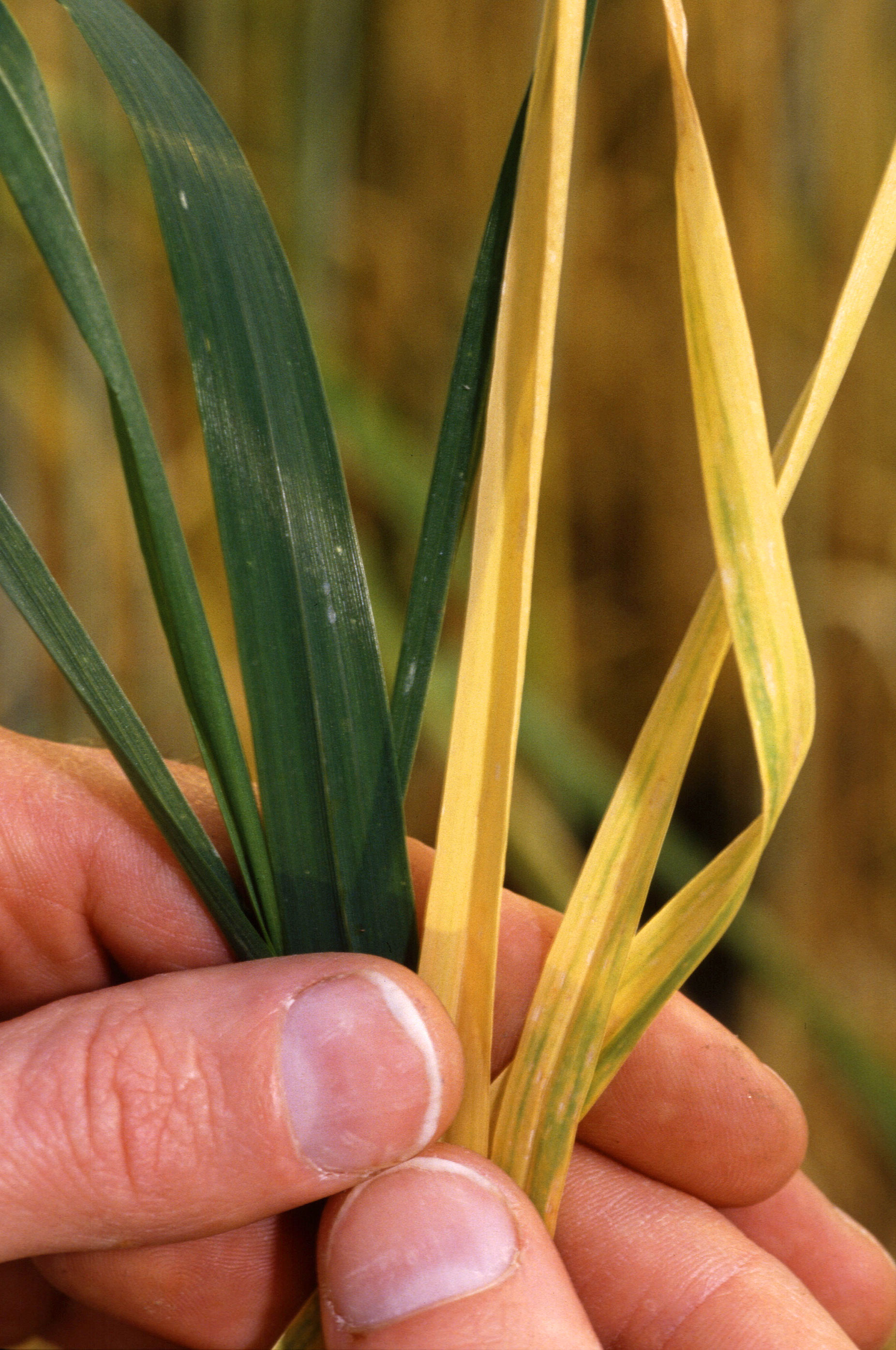
Napadená rostlina

Žlutá zakrslost ječmene je choroba postihující trávy. Je způsobovaná Virem žluté zakrslosti ječmene (Barley yellow dwarf virus - BYDV). Projevuje se žlutými proužky na listech a dále zakrslostí, deformacemi, sterilitou, napřímením listů a také odlišným zbarvením listů, které podle napadeného druhu variuje mezi žlutavou až růžovou. Žluté proužky na listech později přechází v hnědé nekrózy. Přenašeči žluté zakrslosti ječmene jsou mšice. Ochrana rostlin spočívá právě v likvidaci těchto přenašečů – jedná se tedy o ochranu nepřímou.